# Maldito Records
Maldito Records es una discográfica española independiente creada en 1998 en la ciudad de Valencia. Los géneros con los que trabaja la compañía son varios, como el rock, el punk, el heavy metal o el ska.
La discográfica también ha editado en España álbumes de grupos internacionales, tales como The Toy Dolls.
El sello cuenta con dos proyectos musicales bajo su tutela, que son Producciones Malditas y Maldito Digital.

## Artistas y grupos de Maldito Records (por orden alfabético)
De acuerdo con Maldito Records, estos son los artistas que han grabado con el sello:
| - A-tono - Alamedadosoulna - Albertucho - Alimaña HC - Alquimia (banda) - Aphonnic - Area 62 - Asgarth - Attick demons - Barua - Benito Kamelas - Betagarri - Berri Txarrak - BLOODHUNTER - Boikot - Calibre Zero - Capitán Cobarde - Carlos Chaouen - Celtian - Censurados - Che Sudaka - Childrain - Chivi - Crisis de Fe - Dakidarria - Dark Moor - Decibelios - Demised - Dikers - Discordia - Disidencia - Ebri Knight - El Drogas - El Kanka - El Reno Renardo - El Tío Calambres - El Último Ke Zierre - El Vicio del Duende - Escuela de odio - Eskorzo - Estirpe - Exceso | - Fausto Taranto - Flitter - Forraje - Frenetik - Fuckop Family - Funkiwis - Gatillazo - Gondwana - Gustavo Cordera - Habeas Corpus - Hamlet - Hira - Immaculate fools - Impedanzia - Insania - Iratxo - Jorge Berceo - Juan Saurín - Kalean - Kannon - Kaótiko - Koma - Ktulu - La Banda Trapera del Río - La desbandada - La Gossa Sorda - La Kontra - La Polla - La Pulquería - Las manos de Filippi - La Vela Puerca - Last Prophecy - Lendakaris Muertos - Leo Jiménez - Los Aslándticos - Los Benito - Los de Marras | - Los Perros del Boogie - Lujuria - Macarrada - Mala Reputación - Malos Vicios - Maniática - Metal Mareny - Motociclón - Narco - No Relax - Notevagustar - O'funk'illo - Opera Magna - Obus - Porretas - Potato - Puraposse - Radio Z - Radiocrimen - Rafa Blas - Reincidentes - Sakeo - Salida Nula - Saratoga - Saurom - Segismundo Toxicómano - Sergent Garcia - Sherpa - Shinova - Silencio Absoluto - Ska-P - Skalariak - Skunk D.F. - Sonora - Soziedad Alkoholika - Sujeto K | - Tako - Talco - Tete Novoa - The Bon Scott Band - The Gambas - The Kluba - The Locos - The Meas - The Toy Dolls - Tierra Santa - Todos Tus Muertos - Trashtucada - Trece Forajidos - Txarrena - Uge - Ultimátum - Urtz - Uzzhuaïa - Vadebo - Vantroi - Vendetta - Vertigen - WarCry - Zenobia (banda) |